# (137108) 1999 AN10
(137108) 1999 AN10 est un astéroïde Apollon (géocroiseur) classé comme potentiellement dangereux découvert par le programme LINEAR le 13 janvier 1999.
Le 7 août 2027, cet astéroïde passera à 388 960 km (0,0026 UA) de la Terre[pas clair],,.
(137108) 1999 AN10 possède une orbite bien caractérisée. Il a été retrouvé sur des images de 1955, donc antérieures de 44 ans à sa découverte. Il a au total été observé 166 fois entre 1955 et 2006.